# Elizabeth Wanyama
Elizabeth Wanyama est une joueuse kényane de volley-ball née le 27 mai 1987.

## Biographie
Elle fait partie de l'équipe du Kenya féminine de volley-ball.
Elle participe au Championnat du monde féminin de volley-ball 2010, avec laquelle elle participe au Championnat du monde 2010, à la Coupe du monde 2015, puis au championnat du monde 2018,.

## Clubs
- Kenya Prisons[6],[7]

## Palmarès
- Médaille d'or du Championnat d'Afrique féminin de volley-ball 2013